# Joss Stone
Joscelyn Eve Stoker (Dover, Kent, Inglaterra; 11 de abril de 1987), más conocida por su nombre artístico Joss Stone, es una cantante, compositora y actriz británica, famosa por su expresiva y emotiva voz de mezzosoprano.
Saltó a la fama después de la edición de su disco debut multiplatino y nominado al Premio Mercury, The Soul Sessions, de 2003, grabado mientras contaba con tan solo 16 años, el cual consiste en versiones de canciones de algunas de sus más importantes influencias musicales. Mind Body & Soul fue su segundo trabajo, lanzado en septiembre de 2004, que la presenta ahora también como compositora e incluye su mayor éxito en los charts ingleses hasta la fecha, "You Had Me". Según la RIAA, Stone es el segundo mejor debut de la historia del Billboard 200 para una artista inglesa, gracias a su tercer álbum Introducing Joss Stone de marzo de 2007. Su cuarto trabajo titulado Colour Me Free! debutó dentro de la lista de los diez más populares de Billboard en 2009, al igual LP1 de 2011, que llegó al noveno puesto. LP1 fue lanzado a través de su propio sello discográfico, Stone'd Records, luego de una larga disputa para desvincularse de su contrato con la compañía discográfica EMI. A principios de 2009 se unió al supergrupo de rock ecléctico SuperHeavy, integrado además por Mick Jagger, Dave Stewart, Damian Marley y A.R. Rahman, con el cual grabó el disco debut, del mismo nombre del grupo, que fue lanzado en septiembre de 2011. Stone lanzó la secuela de su primer álbum, The Soul Sessions Vol. 2, el 23 de julio de 2012, y alcanzó el sexto puesto en el ranking de álbumes ingleses, su mejor posición desde Mind Body & Soul, al mismo tiempo que su debut en América logró ser su cuarto disco Top Ten consecutivo en el Billboard 200.
También ha realizado trabajos de actuación como invitada en cine y televisión. Hizo su debut en el filme de aventuras y fantasía Eragon a fines de 2006. También interpretó en la serie The Tudors, a la reina de Inglaterra, Ana de Cléveris, durante las dos últimas temporadas, entre 2009 y 2010. En 2016 participó en la película producida por Martin Scorsese, Tomorrow.
Joss ha vendido más de 15 millones de copias a nivel mundial, lo que la convierte en una de las cantantes más exitosas de su generación. Es la artista británica más joven en recibir un Brit Award, así como en tener un álbum número uno en el Reino Unido. El compositor y productor discográfico de soul y R&B, Smokey Robinson, impresionado al conocerla, la llegó a rebautizar como "Aretha Joplin", en referencia a las grandes cantantes de soul y blues de fines de los sesenta, Aretha Franklin y Janis Joplin. Su talento ha sido reconocido por la industria discográfica estadounidense e inglesa con variadas nominaciones, dos premios Brit Awards y un Premio Grammy.

## Vida y carrera

### Infancia y juventud
Stone nació en el Hospital Buckland del pueblo portuario de Dover, perteneciente al condado de Kent, Inglaterra, y vivió su adolescencia en Ashill, una pequeña localidad de Devon. Es la tercera de cuatro hijos de Richard y Wendy Stoker. Su primera aparición pública fue en la Uffculme Comprehensive School, escuela a la que ella acudía en Devon, con una versión de Jackie Wilson's llamado "Reet Petite", de 1957. Debido a una dislexia, debió dejar la escuela a la edad de 16 años, aprobando solo tres de los exámenes GCSE (Un examen que se aplica a los estudiantes secundarios entre 14 y 16 años en Inglaterra, Gales e Irlanda del Norte). Al ser consultada al respecto en 2004, afirmó: "No fue porque haya sido estúpida. El hecho es que soy algo disléxica y no era muy estudiosa. Siempre me sentí más bien una artista"
Joscelyn creció escuchando una amplia variedad de música, incluido el R&B americano y el soul de las décadas del sesenta y setenta, representados por artistas como Dusty Springfield y Aretha Franklin. Por este motivo desarrolló un estilo muy personal, caracterizado por la dinámica y profundidad de su voz, influido por aquellos artistas. "Mi primer álbum fue Aretha Franklin: Greatest Hits. Vi una vez un anuncio en televisión, mostraba pequeños clips de sus canciones. No tenía idea de quien era, tenía sólo 10 años así que--. Y dije: 'Oh, esto es muy bueno', así que escribí y le dije a mi mamá 'Quiero esto para Navidad', entonces ella le dijo a mi amigo Dennis, que siempre me traía buena música, y entonces él me lo regaló. Así que ese fue mi primer disco y me encantó". Más tarde en una entrevista con MTV aseguró: "Traté de estar lo más cercana al Soul, más que a todo lo demás, debido a mi voz. Tienes que tener una buena voz para interpretar el Soul y siempre me encantó hacerlo, incluso desde que era pequeña".
En el año 2001, con 13 años, audicionó para el programa de talentos de la BBC "Star for a Night", en Londres, cantando "(You Make Me Feel Like) A Natural Woman" de Aretha Franklin y "It's Not Right but It's Okay" de Whitney Houston. Después de lograr pasar la audición, se presentó en horario estelar cantando "On the Radio" de Donna Summer, finalmente, para ganar el concurso. Luego apareció en un evento de caridad, llamando la atención de The Boilerhouse Boys, el nombre de un dúo de productores musicales con base en Londres compuesto por Andy Dean y Ben Wolfe, quienes contactaron a fines de 2001, al fundador y director ejecutivo de S-Curve Records, Steve Greenberg, a quien le dijeron: "Hemos escuchado a la mejor cantante que jamás hemos visto en este país". A principios de 2002, Greenberg invitó a Stone a una audición en Nueva York, en la que interpretó, con pistas de acompañamiento, clásicos del soul: "(Sittin' On) The Dock of the Bay" de Otis Redding, "Midnight Train to Georgia" de Gladys Knight & the Pips, y nuevamente "(You Make Me Feel Like) A Natural Woman" de Franklin. Greenberg la contrató inmediatamente para su sello.

### 2003-2005: EraThe Soul SessionsyMind Body & Soul

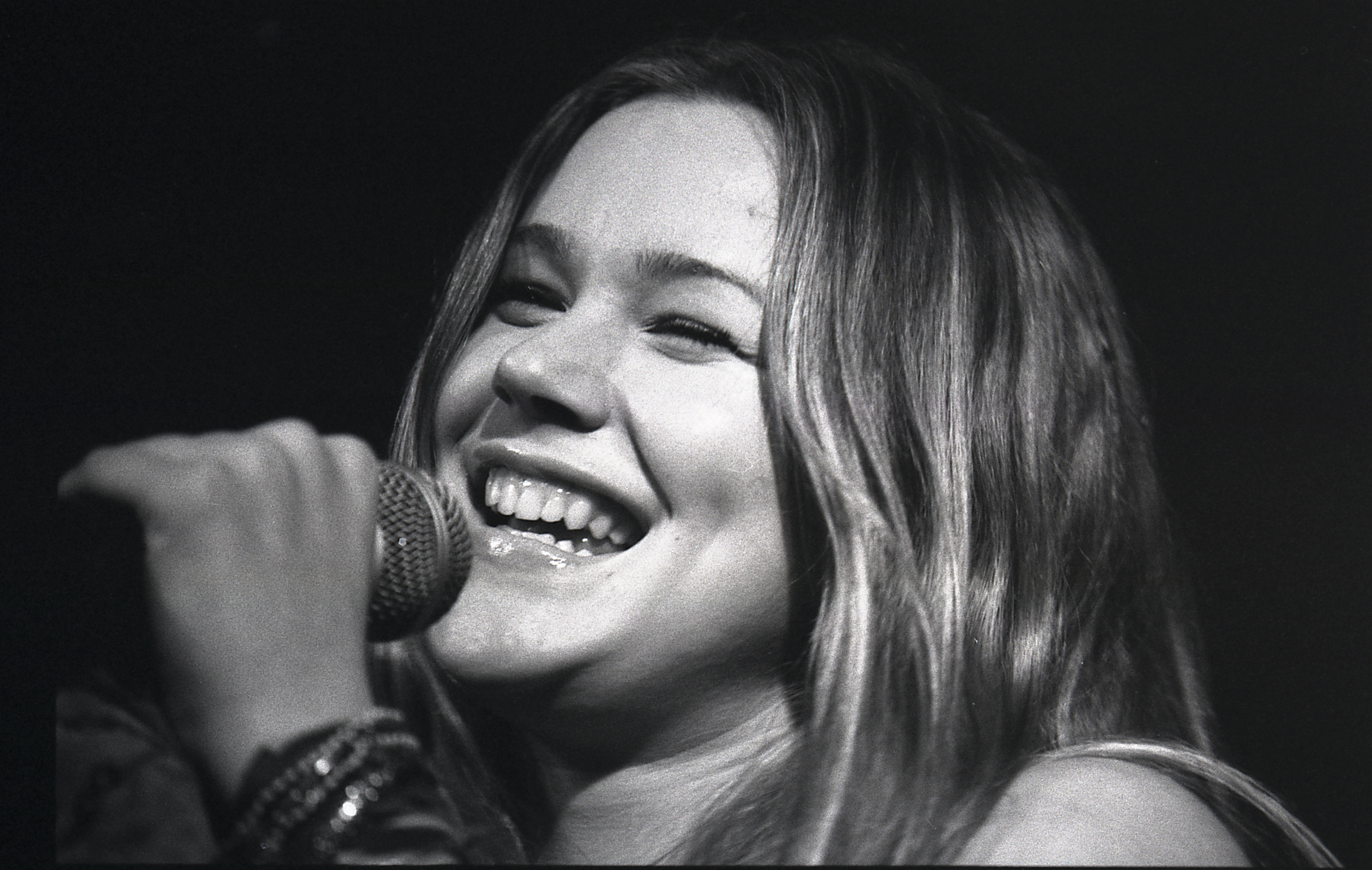
Joss Stone durante el Mind, Body & Soul Sessions Tour.

Después de firmar por S-Curve Records, Stone viajó hacia Miami y Filadelfia, para empezar a trabajar en su álbum debut The Soul Sessions. Para ello colaboró con personajes de renombre en la escena soul de Miami, como Betty Wright, Benny Latimore, Timmy Thomas y Little Beaver, y también con artistas contemporáneos como Angie Stone y The Roots. El álbum consiste en versiones de canciones poco conocidas de cantantes como Wright, Franklin, Laura Lee y Bettye Swann, entre otros. Lanzado el 16 de septiembre de 2003, alcanzó los primeros lugares de la lista de álbumes del Reino Unido, y estuvo dentro del Top 40 del Billboard 200 estadounidense. El primer sencillo "Fell in Love with a Boy", una versión de la canción de 2001 "Fell in Love with a Girl" de la banda The White Stripes, logró un lugar dentro de los primeros veinte en la lista de sencillos inglesa, al igual que el segundo sencillo "Super Duper Love (Are You Diggin' on Me) Part 1", original de 1975 de Willie "Sugar Billy" Garner. El álbum finalmente fue certificado como triple disco de platino por la British Phonographic Industry a mediados de abril de 2005, y oro por la Recording Industry Association of America a finales de marzo de 2004.
Luego de lograr reconocimiento de la crítica con The Soul Sessions, Stone grabó su segundo álbum, esta vez con material nuevo, Mind Body & Soul, al cual ella misma se refiere como su debut real. Fue estrenado casi exactamente un año después que el anterior, el 15 de septiembre de 2004. Con esta nueva producción logró aún mayor éxito comercial, incluso rompiendo el récord como la cantante más joven en debutar en la cima de las listas británicas de los álbumes más vendidos, récord hasta entonces ostentado por la cantante pop Avril Lavigne. El primer sencillo extraído del álbum, "You Had Me", es su mayor éxito a la fecha, alcanzando el Top 10 en el noveno puesto en el Reino Unido. Los dos siguientes, "Right to Be Wrong" (un ya clásico en sus presentaciones en vivo) y "Spoiled", alcanzaron el Top 40, y el cuarto y último sencillo "Don't Cha Wanna Ride", el Top 20. A comienzos de septiembre de 2005, la BIA certificó a Mind Body & Soul como triple disco de platino, y platino por la RIAA. En 2004, Stone comenzó a salir con Beau Dozier, con quien coescribió la canción "Spoiled". Beau es hijo de Lamont Dozier, productor musical de la compañía Motown, conocido por ser miembro del equipo de composición Holland-Dozier-Holland. La pareja se separó en noviembre de 2005.
El 14 de noviembre de 2004 se une a Band Aid 20, un grupo de estrellas musicales unidas a beneficio de Sudán. El grupo incluye a figuras como el vocalista de Coldplay, Chris Martin, y al vocalista de U2 Bono. Estos regrabaron la canción "Do They Know It's Christmas?", escrita veinte años antes en 1984 por los organizadores de la Band Aid, Midge Ure y Bob Geldof. Joss nació dos años después del lanzamiento de la versión original, y al principio no sabía quien era Bob Geldof. Los medios jocosamente reportaron que Stone repetidamente se refería a él como Bob Gandalf. A pesar de las críticas, el sencillo se convirtió en el más vendido de 2004 en el Reino Unido. y claro, también el sencillo de Navidad más vendido de 2004.

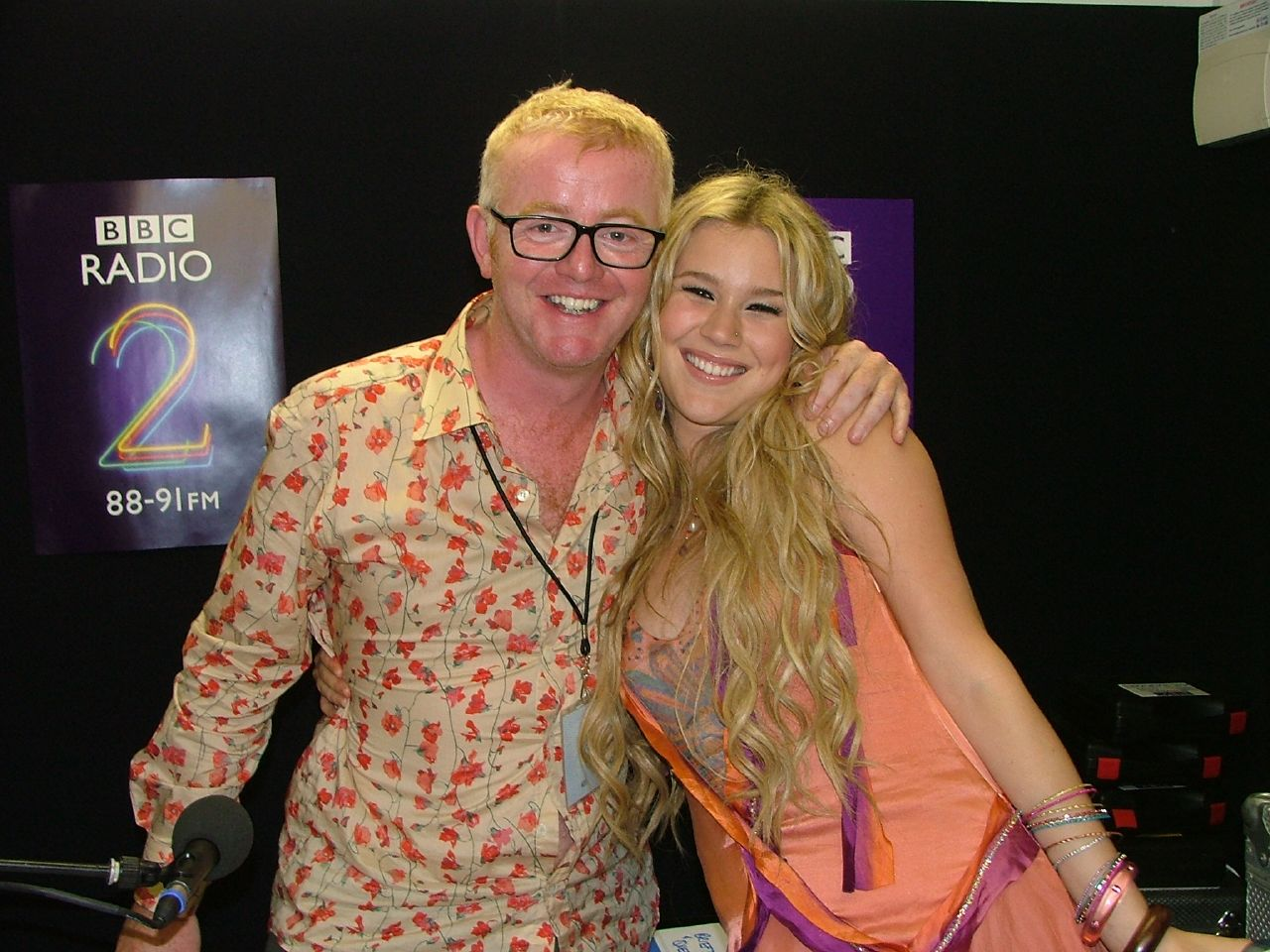
Stone con el presentador de BBC Radio 2 Chris Evans en 2005

En la ceremonia de entrega de premios de los Brit Awards 2005, Stone fue galardonada como Mejor Intérprete Británica Femenina y Mejor Artista de Música Urbana, estableciendo un nuevo récord Guinness como la solista más joven en recibir tal reconocimiento, con tan solo 17 años. También fue nominada a la categoría de Mejor Artista Nuevo, la que finalmente se llevó el grupo Keane. El mismo año fue nominada a los MOBO Awards como Mejor Actuación Británica del Año. También estuvo presente en la versión 2005 de los Premios Grammy, en la que fue nominada por Mejor Artista Nuevo, Mejor Interpretación Vocal Pop Femenina por la canción "You Had Me", y a Mejor Álbum de Pop Vocal por Mind Body & Soul. En esta ceremonia se presentó junto a la cantante de rock Melissa Etheridge, interpretando un tributo a Janis Joplin con las canciones "Cry Baby" y "Piece of My Heart". La actuación fue ovacionada de pie por el teatro, se registra como la segunda mejor actuación de la década en una ceremonia de premiación y se considera una de las mejores en la historia de los Grammys. Luego fue editada y lanzada como sencillo, teniendo una gran cantidad de descargas digitales, convirtiéndose en el primer sencillo de Stone en entrar en la lista Billboard Hot 100.
En marzo de 2005, Joss fue nombrada rostro de Gap, reemplazando a la actriz Sarah Jessica Parker. Apareció en una serie de anuncios para esa cadena de tiendas interpretando una versión de Ray Charles, una corta versión de la canción "Night Time Is the Right Time", renombrada "The Righ Time" para la ocasión, como también "God Only Knows", clásico de los Beach Boys, para su campaña "Favorites" del invierno 2005. Para esa época, circulaban rumores de que ella dejaría su contrato con la compañía por estar viviendo en Los Ángeles con un hombre de 25 años, el compositor y productor Beau Dozier, al tiempo que ella aún no tenía la mayoría de edad. Sin embargo, más tarde la empresa Gap negó todo los rumores de su supuesta incomodidad, en una entrevista para la BBC Radio 1, en la que afirmaron que eran puras tonterías e invenciones de la prensa, recalcando que estaban muy contentos con Stone. El 11 de abril del mismo año, Stone se presentó en el evento a beneficio de la fundación VH1 "Save the Music: A Concert to Benefit the VH1 Save the Music Foundation", ocasión en la que, además de interpretar su sencillo "Spoiled", compartió escenario con John Legend cantando el tema "Tell Me Something Good" de la banda Rufus, con Donna Summer el clásico de Otis Redding "Try a Little Tenderness", y con Rod Stewart la canción de este último "Hot Legs". Más tarde, el 2 de junio, participó del evento mundial a beneficio del combate a la pobreza en África, el Live 8, en el escenario de Hyde Park, Londres, interpretando "Super Duper Love", "I Had a Dream", y "Some Kind of Wonderful", todos de su álbum debut. El 1 de julio, Joss se presentó en el programa de la BBC One Friday Night with Jonathan Ross, junto a la leyenda del funk James Brown, interpretando un medley de los clásicos "It's a Man's Man's Man's World" y "Papa's Got a Brand New Bag". Este mismo año fue elegida por PETA como "La Vegetariana Más Sexy del Mundo".

### 2006-2007: Debut cinematográfico y EraIntroducing Joss Stone
El 5 de febrero de 2006, Joss se unió a John Legend, India.Arie y Stevie Wonder, interpretando un medley de este último en el pre-show del Super Bowl XL. Tres días más tarde, el 8 de febrero, cantó un medley de hits de la banda Sly & the Family Stone en la ceremonia 2006 de los Premios Grammy, al lado de Legend, Ciara, Maroon 5, Will.i.am, Robert Randolph, Steven Tyler y Joe Perry. Stone hizo su debut en la pantalla grande en el filme de aventuras y fantasía Eragon, basada en la novela de 2003 del mismo nombre escrita por Christopher Paolini. En la película, Stone interpretó a Ángela, en una breve aparición. Fue dirigida por Stefen Fangmeier, y se estrenó el 15 de diciembre de 2006.

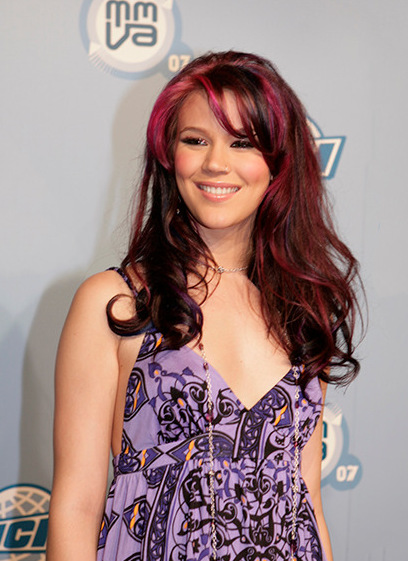
Stone en 2007, alfombra roja de los MuchMusic Video Awards

En los Premios Grammy de 2007, compartió el galardón con John Legend y Van Hunt a Mejor Interpretación de R&B por Grupo o Dúo Vocal, por la versión de 2005 del tema "Family Affair" de la banda Sly & the Family Stone. Joss causó controversia el 14 de febrero de 2007 en la ceremonia de los Brit Awards, mientras presentaba el premio a Mejor Intérprete Británico Masculino (ganado por James Morrison). Hablando en un falso acento americano, pronunció un discurso en gran parte incoherente acerca de Robbie Williams, quien había sido previamente blanco de bromas de parte del anfitrión Russell Brand (otra controversia). Williams esa misma semana había entrado a un centro de rehabilitación por drogas. En el discurso hizo referencia a Brand, dejando entender que él, quien hacia bromas al respecto, también debería entrar a rehabilitación, todo mientras entonaba el éxito de Amy Winehouse, Rehab. En respuesta a las críticas que no se dejaron esperar, Stone afirmó: "Al final del día, me importa un carajo si la gente tiene un problema con mi acento. Eso es todo lo que puedo decir al respecto. Mis palabras y lo que digo no cambia. Si la forma en que suenan te parecen extrañas y no te gusta, no las escuches. No voy a ser una peor persona si sueno diferente. Y no puedo evitarlo. He estado (trabajando en Estados Unidos) desde que tenía como 14". Lo cierto es que gran parte del rechazo que causó fue en gran medida por la promoción exacerbada del episodio por parte de la prensa, sobre todo medios escritos como el diario sensacionalista The Sun.
Comenzó a trabajar en su tercer álbum Introducing Joss Stone en los estudios Compass Point, en Nasáu, Bahamas, en mayo de 2006. El trabajo la presenta con un perfil más atrevido, con claras influencias del sonido estadounidense de R&B, soul e incluso de hip-hop alternativo. Además vino acompañado con un cambio de imagen, dejando la cabellera rubia, a cambio de un rojo intenso, apreciable en la portada del disco. El álbum fue lanzado el 9 de marzo de 2007, fue producido por el cantante, compositor y productor Raphael Saadiq, e incluye colaboraciones con el rapero Common, Joi Gilliam y con la exmiembro del grupo The Fugees, Lauryn Hill. Virgin Records lo describió como: "Una mezcla electrizante de soul de la vieja escuela, R&B del estilo de los setentas, coros armónicos de chicas de Motown, y ritmos hip-hop". Así mismo, Stone se refirió a él como: "Verdaderamente mío. Es por eso que lo llamé Introducing Joss Stone, esas son mis palabras y eso es quien soy como artista". También reveló en el programa The Tavis Smiley Show que su roptura con Beau Dozier fue una fuente de inspiración mientras escribía Introducing. El álbum debutó en el puesto 12 en la lista británica, sin lograr igualar el éxito de sus dos predecesores. Sin embargo, su desempaño comercial en Estados Unidos fue mayor, alcanzando el puesto 2 en el Billboard 200 tras vender 118.000 copias en su primera semana, convirtiéndose en el mejor debut de la historia de una artista británica en el mercado estadounidense, superando a Back to Black de Amy Winehouse. (más tarde sería superado por Leona Lewis con su álbum Spirit al debutar en el primer lugar la semana del 26 de abril de 2008).

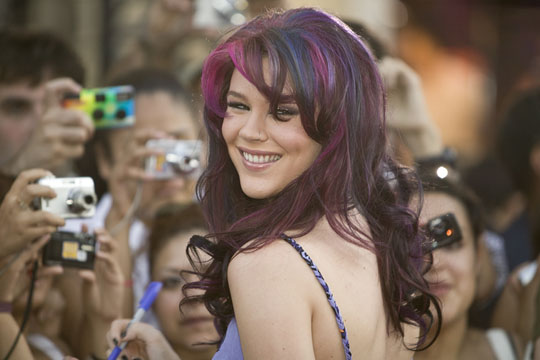
Stone en los MuchMusic Video Awards 2007

"Tell Me 'bout It", el primer sencillo del disco, debutó y alcanzó el puesto 18 en el Reino Unido, quedándose solo por tres semanas, y llegó al puesto 83 en el Billboard Hot 100. El segundo sencillo "Tell Me What We're Gonna Do Now", en colaboración con el rapero Common, alcanzó solo el puesto 84 en las listas británicas, y 64 en el Hot R&B/Hip-Hop Songs de Billboard. Stone y Common incluyeron la versión en video como un Product Red, destinando el 100% de las ganancias de las ventas a través de iTunes para el Fondo Mundial para la Lucha contra el sida, Tuberculosis y Malaria. Fue la primera artista con aquel sello en hacerlo. El tercer y último sencillo "Baby Baby Baby", fue lanzado digitalmente en diciembre de 2007, y análogamente en enero de 2008. En apoyo del álbum, Stone se embarcó en una gira norteamericana que comenzó el 27 de abril en el Foxwoods Resort Casino en Ledyard, Connecticut, y terminó el 13 de junio en el Centro Filene en Viena, Virginia, visitando en total dieciséis ciudades como Filadelfia, San Francisco, Vancouver, Chicago, Toronto, Nueva York y Boston. Dos meses después, se fue de gira por América del Norte a finales del verano, comenzando el 27 de agosto en el Teatro Griego de Los Ángeles, California y terminando el 29 de septiembre en Crossroads en Kansas City, Misuri, abarcando doce ciudades, esta vez incluyendo a la Ciudad de México. La gira continuó el 2008, visitando por primera vez países como Argentina (con dos shows en el Luna Park), Chile y Brasil, donde se presentó en cinco ocasiones.
De las presentaciones que destacan durante estos años son, entre otras, la del 14 de noviembre de 2006, en la ceremonia de inducción del desaparecido Salón de la Fama del Reino Unido, cita en la cual Joss interpretó una potente versión de "Son of a Preacher Man" de Dusty Springfield. También la del 7 de julio de 2007, en el Live Earth, serie de conciertos a nivel mundial, similares al Live 8, pero que a diferencia de este último, fueron pagados, transmitidos por televisión e internet, y cuyo objetivo era reunir a los artistas más populares del mundo tras el combate del calentamiento global. Stone se presentó en el Coca-Cola Dome de Johannesburgo, Sudáfrica, como cabeza de cartel, interpretando "Girl They Won't Believe It", "Headturner", "Tell Me What We're Gonna Do Now", "Music", y "Tell Me 'bout It" de su último disco Introducing Joss Stone, "Right to Be Wrong" de Mind Body & Soul, y la canción de The Rolling Stones, "Gimme Shelter", junto a la cantante de Benín, Angelique Kidjo. El 29 de noviembre del mismo año se une a la leyenda de la guitarra Jeff Beck para interpretar "People Get Ready", canción de 1965 perteneciente al grupo The Impressions. La presentación formó parte de una serie de conciertos en Londres luego editados en el DVD Performing This Week: Live at Ronnie Scott's. Más tarde seguirían colaborando. Otra actuación en vivo importante fue en el llamado "Concierto por Diana", el 1 de julio de 2007, en el que cantó el éxito "You Had Me", el cover de Queen "Under Pressure", incluido en el álbum de 2005 Killer Queen: A Tribute to Queen, y junto a Tom Jones la canción "Ain't That A Lot of Love?".

### 2008–2010: EraColour Me Free!y conflicto con EMI

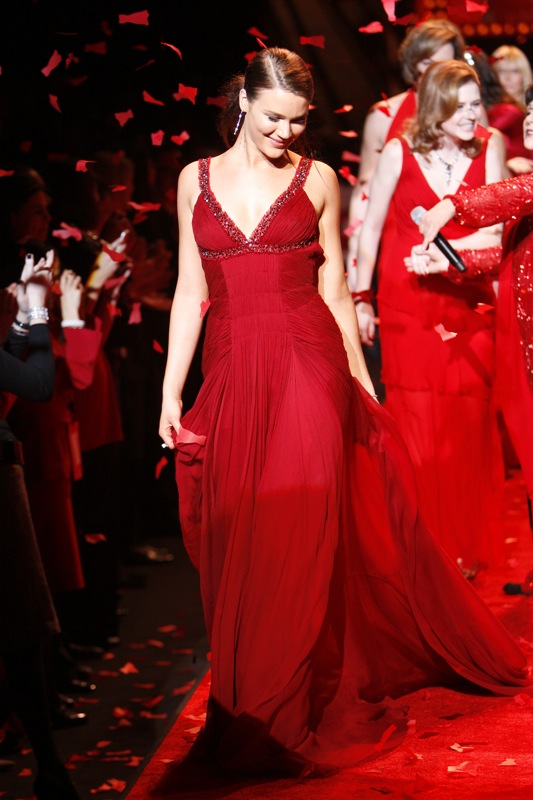
Stone desfilando en el Heart Truth charity fashion show 2008.

En marzo de 2008, fue invitada a participar de la película inglesa Snappers, comedia romántica en la que actuó como una lesbiana llamada Stephanie. Debido a este rol, y antes al actuar junto a Melissa Etheridge, lesbiana declarada, Joss ha sido consultada respecto a su gusto por las mujeres. En una entrevista en 2007 ella declaró que estaba pensando en volverse lesbiana, los medios hicieron eco a las declaraciones, sin embargo luego dejó en claro que era una reacción irónica, al analizar su reciente relación con los hombres. A ese tiempo, llevaba dos años sin salir con alguien, luego de separarse de Beau Dozier, quien había sacado provecho mediático a la ruptura, ella dijo a The Times: "Todas las chicas quieren estar en una relación. Yo solamente he tenido una en dos años, así que me volveré lesbiana, sólo quiero tener algo que decirles a los columnistas de farándula". Más allá de bromas, Stone siempre se ha declarado defensora de los derechos de los homosexuales, desfiló en eventos de moda por el orgullo gay, también estuvo cantando "Right to be Wrong" en el LA PRIDE 2008, y se presentó en los premios GLAAD Media Awards, en el Teatro Kodak, Hollywood, el 26 de abril de 2008. Pero su trabajo como actriz más reconocido es en la serie de televisión The Tudors, debutando el 10 de mayo de 2009, interpretando a la reina de Inglaterra Ana de Cléveris. Más tarde, luego de buenas críticas y la sorpresa de los fanes, fue incluida en dos episodios más durante la cuarta y última temporada, trasmitida en 2010.

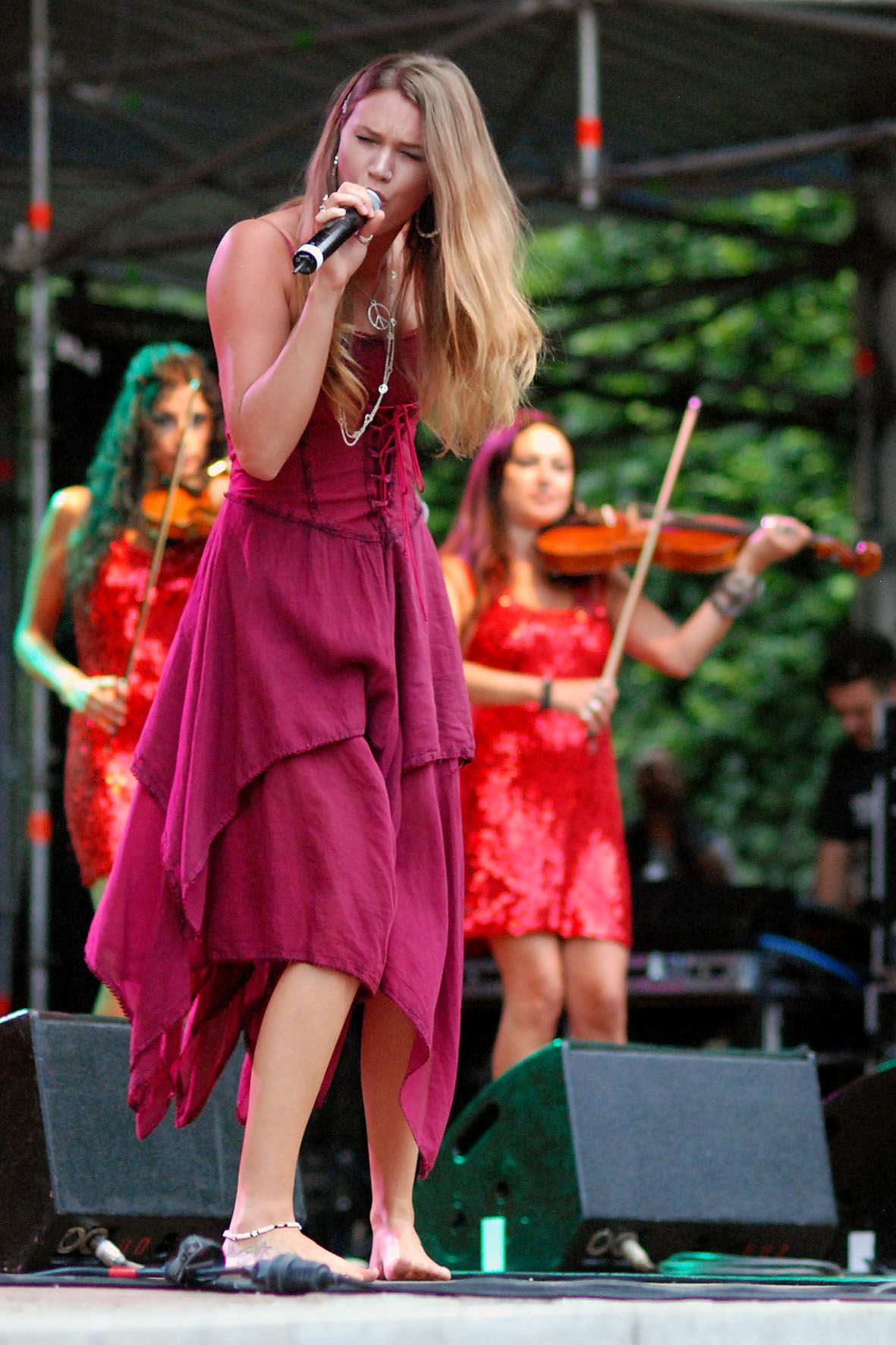
Stone durante un festival parte del Colour Me Free! World Tour.

Su cuarto álbum, Colour Me Free!, tuvo una larga historia desde su concepción hasta su lanzamiento. Stone, y muchos otros artistas, empezaron a tener conflictos con la discográfica EMI desde el momento en que ésta fue vendida en secreto a la empresa privada Terra Firma durante 2007, la cual desde un principio le achacó a Stone "gastos desorbitados y un management excesivamente independiente". Ella manifestó su disgusto al decir que ya no conocía a nadie en el sello, y que para ellos no trabajaba. Sin previo aviso a su casa discográfica, Joss comienza trabajar en Colour Me Free! a principios de 2008. Convoca a sus compañeros, músicos y productores, e instalan de forma totalmente improvisada un estudio de grabación en el local de su madre, Wendy Joseph Stoker, llamado Mama's Stone en Wellington, Inglaterra. Al respecto ella dijo: "Me desperté una mañana y dije 'Quiero hacer un álbum', tan simple como eso, así que llamé a los chicos (músicos, escritores y productores) y en una semana ya teníamos un disco crudo y directo. Creo que para hacer un álbum sólo basta eso, un grupo de gente intentando pasarla bien haciendo buena música con sus talentos, no necesitas nada extra, me encanta". Por supuesto, a EMI no le pareció grata la actitud de Stone de no informar de la grabación, y comenzaron una larga disputa por el lanzamiento del disco. Stone quiso dejar la compañía, sin embargo EMI alegó que la cantante estaba cayendo en incumplimiento de contrato al no facilitar los masters de las grabaciones de Colour Me Free! y emprendió acciones legales en contra. Todo el asunto nunca fue muy claro, pero las declaraciones de parte de la artista y el sello subieron de tono mientras el disco seguía esperando. Stone dijo: "Yo sólo hice un álbum, soy una cantante, eso se supone que haga, pero ellos querían supervisar todo, y me decían 'Joss esto suena como...' o 'Joss como lo hiciste sin esto, sin esto otro y bla bla bla'". Incluso afirmó que estaría dispuesta a devolver 1,2 millones de libras de un adelanto que recibió en 2006. Más tarde, llegaron a acuerdo, el disco se lanzaría en abril de 2009. Sin embargo, el lanzamiento se volvió a retrasar, y en el intertanto, EMI alegó que la portada original del álbum era "ofensiva". Finalmente, casi dos años después de su grabación, Colour Me Free! fue lanzado el 20 de octubre de 2009, con portada alternativa para Norteamérica, y sin ningún tipo de publicidad por parte de la discográfica.
El nuevo álbum debutó en el décimo lugar de la lista Billboard 200 la semana del 7 de noviembre de 2009, y solo alcanzó el puesto 75 de los charts ingleses. El disco presenta, como la misma cantante señaló, un sonido de soul más clásico, sin dejar de lado lo contemporáneo. Es clara la maduración de la voz de Stone, más potente y llena de matices. Y aunque su desempeño comercial fue discreto comparado con los anteriores, la crítica señaló que en este álbum se escuchan algunos de los mejores pasajes de la carrera de la inglesa. El primer y único sencillo, "Free Me", fue lanzado el 8 de noviembre de 2009 y no logró entrar en las listas más importantes. Sin embargo, nuevamente la crítica señaló que esta era una de las mejores canciones de su carrera, y destacó el hecho que Joss expresara explícitamente su molestia en el episodio EMI, con una letra que trata sobre liberación personal y artística, y que termina cantando: Free Me E-M-I, Free E-M-I (Libérame EMI, libérame EMI). Otras canciones destacadas del álbum son "Could Have Been You", "Incredible", y las colaboraciones con Jeff Beck y Sheila E. en "Parallel Lines", con el rapero Nas en la política "Governmentalist", con Raphael Saadiq en "Big Ol' Game" (una canción previamente lanzada como extra del álbum Introducing Joss Stone), y con Jamie Hartman en "Stalemate".

### 2011–presente: EraStone'd Records,LP1,SuperHeavyyThe Soul Sessions Vol.2
Tras Colour Me Free!, Joss hizo público a fines de 2010 que dejaba EMI, y que además crearía su propio sello independiente, al que llamó Stone'd Records. EMI, en diciembre, también anunció que lanzaría un recopilatorio de los cuatro primeros álbumes de la cantante al que llamaría The Best of Joss Stone 2003-2009, finalmente lanzado el 23 de septiembre de 2011, sin el respaldo de la artista. En paralelo, la primera mitad de 2011, fue para Stone, de organización del nuevo sello. Y el primer trabajo independiente no se dejaría esperar demasiado, junto al ex-Eurythmics Dave Stewart como productor. Ella había trabajado junto a él en las bandas sonoras de la película de 2004 Alfie, y en la del videojuego de fines de 2010 James Bond 007: Blood Stone en el tema "I'll Take it All". El nuevo disco se llamaría LP1, y fue compuesto y grabado en tan solo seis días en Nashville. Fue lanzado el 26 de junio de 2011 a través de Stone'd Records con el apoyo de Surfdog Records. El álbum presenta un cambio en el sonido que acostumbró en su paso por EMI. Contiene mayores influencias blues, rock y country, en pistas eléctricas y acústicas, mezcladas con el clásico ritmo soul y funk que la caracteriza, y una voz que sigue madurando. Aun siendo un álbum con una promoción limitada, logró posicionarse noveno en su primera semana en el ranking Billboard, y número 2 en la lista independiente. El primer sencillo fue "Somehow", y el segundo "Don't Start Lying To Me Now", solo para el Reino Unido, y para el resto del mundo una de las canciones más alabadas del disco, "Karma", que incluye un video subido en el canal oficial de la cantante en YouTube.
Otro proyecto durante 2011 fue el supergrupo ideado por Dave Stewart llamado SuperHeavy, que incluye, además de a ellos dos, al jamaicano Damian Marley (hijo de Bob), al compositor hindú ganador del Óscar A. R. Rahman, y al frontman de los Rolling Stones, Mick Jagger. Aunque ya venían trabajando desde 2009, no fue hasta principios de 2011 que los contactos se retomaron para grabar las canciones que antes habían compuesto. El primer disco de la banda, de nombre homónimo, fue presentado en un evento en los estudios Jim Henson el 30 de junio, donde la banda tocó ocho canciones. Fue lanzado el 19 de septiembre, y contiene una mezcla ecléctica de los distintos géneros que representa cada uno de los integrantes, predominada por el reggae y el rock. El primer sencillo lanzado fue "Miracle Woker", el 7 de julio a través de iTunes.
El 14 de junio de 2011, Stone se ve envuelta en un caso policial. Dos hombres de Mánchester, de 31 y 34 años, fueron acusados de intento de secuestro y homicidio tras ser denunciados por vecinos al verlos merodeando con actitudes sospechosas en las cercanías de la residencia de Joss en Devon, Inglaterra. Tras ser arrestados, la policía británica halló en el vehículo en que se transportaban elementos tales como fotos y mapas del sector, sogas, espadas de samurái y una bolsa para cuerpos. Según la revista The Hollywood Reporter, incluso también se habrían encontrado notas con mensajes como: "Robar y matar, el dinero en la caja fuerte" y "encontrar un río y tirarla ahí". La evidencia supuso un plan preconcebido en contra de la artista, por lo que fueron acusados frente a la corte de Exeter por cargos de conspiración, secuestro, robo y homicidio frustrado, luego negados por los imputados. El juez encargó exámenes psiquiátricos para la pareja, dadas las características del caso. Tras el episodio, Joss mandó un mensaje de tranquilidad a los fanes diciendo: "Me gustaría agradecer a todos por su preocupación, pero estoy perfectamente bien y siguiendo con mi vida de manera normal mientras la policía continúa con las investigaciones". Luego declaró que no cambiará de residencia y comentó a los medios británicos que se sintió "halagada" por su intento de secuestro. "Me parece un poco loco", dijo, "pero uno también podría tomárselo como un cumplido. La gente está chiflada, man, pero está bien. Es otra historia para sumar a mi lista de historias. Hace que la vida sea mucho más interesante. No te puedes asustar por cosas que no pasaron, me parece un poco tonto".
El 29 de septiembre de 2011 Joss se presentó en el festival Rock In Rio con gran éxito. A pesar de ser programada por la organización en el escenario secundario, el llamado Palco Sunset, logró reunir la mayor cantidad de público en todo el festival para ese escenario, con más de 70.000 espectadores. En poco más de una hora, presentó entre las canciones habituales de su directo, las de su último trabajo LP1, entre ellas "Karma", "Boat Yard", "Newborn", la blusera "Landlord", y una que fue pedida por los fanes en medio del concierto, "Last One To Know".
A principios de 2012, Stone tenía previsto lanzar un nuevo álbum producido junto a Dave Stewart, el cual se llamaría Homemade Jam, el cual contendría material acústico, y que incluso tuvo una fecha de lanzamiento (14 de abril), sin embargo se canceló y un proyecto que había dejado detenido en 2011 se retomó. Se trata de la continuación de su álbum debut, The Soul Sessions Vol.2, nuevamente producido por Steve Greenberg, publicado el 23 de julio en el Reino Unido, y el 31 del mismo mes en Estados Unidos. Como el primero, contiene únicamente covers, algunos de los cuales fueron estrenados en vivo para su presentación en el Rock In Rio Lisboa 2012 el 2 de junio. Del álbum se desprendieron tres sencillos, el primero una versión de Honey Cone llamado "While You're Out Looking For Sugar", luego "The High Road" de Broken Bells, cuyo videoclip fue estrenado en YouTube el 13 de septiembre (el primero con producción cinematográfica desde el sencillo "Tell Me What We're Gonna Do Now de 2007 ) y "Pillow Talk" de Sylvia Robinson. Para promocionar el álbum, también realizó un show en el club Under The Bridge de Londres, el 6 de junio, lo que significó el primer concierto de Joss en Inglaterra después de dos años, y que fue transmitido vía streaming para todo el mundo en el sitio web de MSN. Luego comenzó una gira llamada "The Soul Sessions World Tour 2012", la cual partió con un nuevo show en Londres el 5 de septiembre, recorrió Europa, Norteamérica y concluyó en Sudamérica, con cuatro fechas en Brasil, dos en Argentina y una en Chile, la última de la gira, el 25 de noviembre. En el intertanto, colaboró en el último álbum de Jools Holland, The Gold Age of Song, y en la nueva versión del musical de Jeff Wayne basado en la obra La guerra de los mundos, llamado Jeff Wayne's Musical Version of The War of the Worlds – The New Generation, en la que interpreta el personaje de Beth. Joss cierra el año 2012 anunciando las primeras fechas en Asia, de lo que pretende ser una gira extraordinaria, un proyecto ambicioso del cual se ha referido en entrevistas diciendo: "sabes, todos dicen ir a una "gira mundial", pero, ¿es realmente un gira mundial?, yo visitaré cada país del mundo", "creo que hay cerca de 196 países, sube y baja la cantidad, me tomará cerca de dos años si me concentro".
En 2022 lanzó un podcast sobre la felicidad llamado A Cuppa Happy.

## Vida personal
En 2004, Stone comenzó a salir con Beau Dozier, con el que coescribió la canción "Spoiled". Dozier es hijo del productor de Motown, Lamont Dozier, quien es conocido como parte del grupo Holland-Dozier-Holland. Terminaron su relación en noviembre de 2005. También mantuvo una relación con el promotor musical SiChai.
El 5 de octubre de 2020, Stone anunció que estaba embarazada de su novio Cody DaLuz. Su hija, Violet Melissa, nació el 29 de enero de 2021. En abril de 2022 anunció que estaba embarazada de su segundo hijo, después de sufrir un aborto en octubre de 2021. Su hijo, Shackleton Stoker, nació el 18 de octubre de 2022.
Stone es vegetariana, y ha apoyado varias campañas de PETA. También es dueña de varios perros rescatados de la calle. Su fundación, la Joss Stone Foundation, apoya a más de 200 organizaciones caritativas alrededor del mundo.

## Estilo, voz y presentaciones en vivo

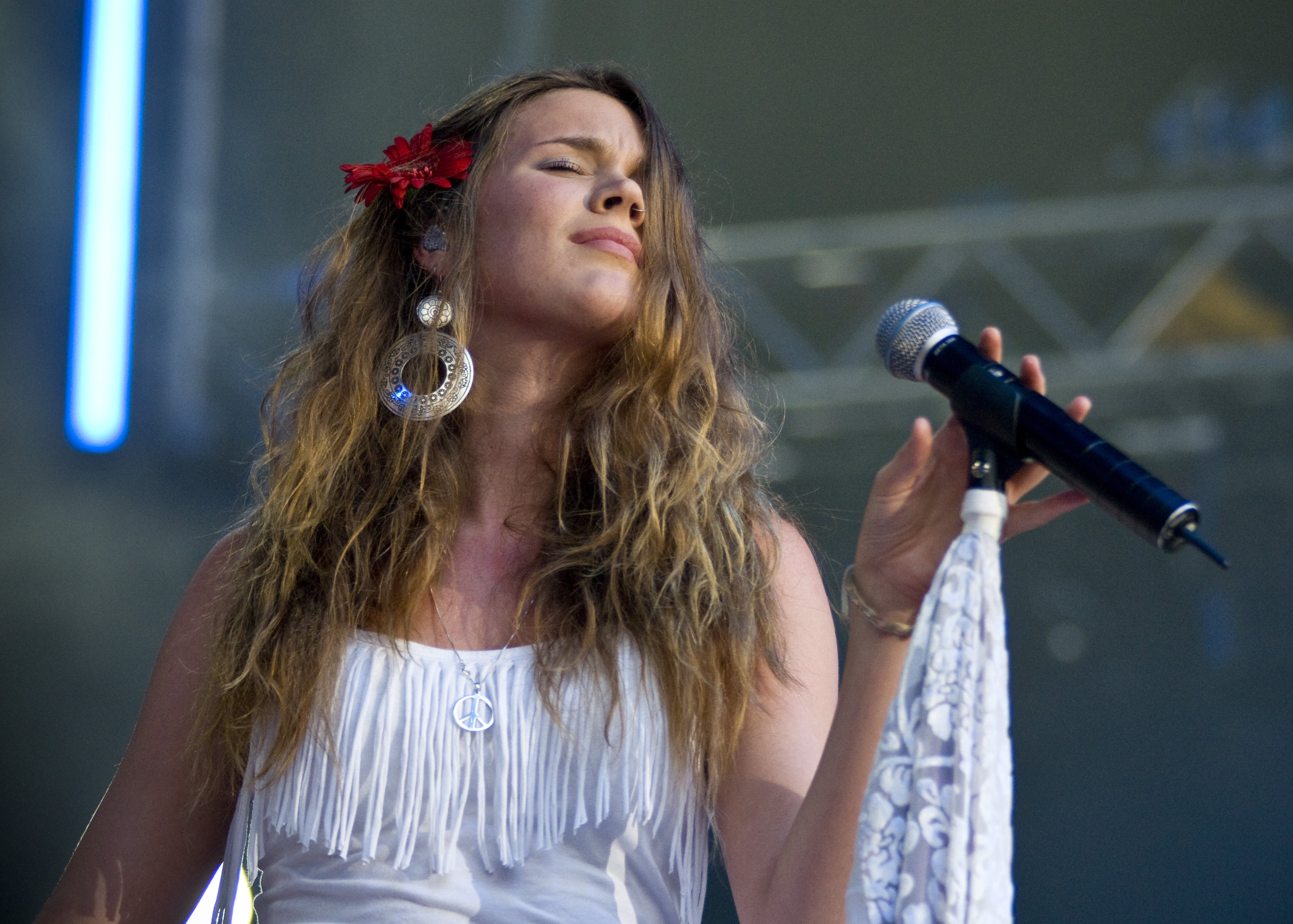
Joss Stone en el festival de Jazz de Estocolmo 2009.

El estilo musical de Joss Stone ha variado a través de los años y los álbumes, sin embargo es claro que su principal corriente creativa se desarrolla en el Soul de corte más clásico, inspirado en las décadas de los 60 y 70. La artista señala como su mayor y más importante influencia a Aretha Franklin, con la cual se introdujo en la música soul, como también a cantantes como Dusty Springfield, Otis Redding, Anita Baker, Stevie Wonder, Al Green, Marvin Gaye, Lauryn Hill, James Brown, entre otros. Y esto queda claro al escuchar su álbum debut de 2003 The Soul Sessions, compuesto de solo versiones. Con un estilo sentimental, maduro, a veces desgarrador, como también delicado y muy íntimo, y con una precisión técnica asombrosa para una adolescente de 16 años, impresionó a la crítica y al público inglés. Un año más tarde, Mind Body & Soul, el segundo álbum, es la que marca su inicio como compositora, esta vez incluye sonoridades pop y comercialmente amigables, con una voz más madura y frecuentemente descrita como "sensual". El álbum Introducing Joss Stone de 2007 se aleja del sonido de los dos anteriores, dominados por el soul clásico y el blues, y experimenta con el R&B contemporáneo, el neo-soul y ritmos de hip-hop alternativo. La voz de Stone es más profunda y la crítica alaba su crecimiento como artista, agregándole un adjetivo a su estilo, "versátil". El último disco lanzado a través de EMI, Colour Me Free! es sin duda el menos conocido por el público masivo, sin embargo es donde se puede apreciar más patentemente la evolución de la cantante. Una voz que denota personalidad, fuerza y que ha ganado además de profundidad, potencia. Este álbum la trae de vuelta a su sonido soul más habitual, también influido por el funk. Incluye en su banda instrumentos de viento, ya integrados en su anterior material, pero que ahora son más protagonistas. Luego de dejar EMI, lanza en 2011 LP1, otro giro artístico hacia un sonido más blues, soft rock y pop acústico o country. Es quizás el único hasta ahora que escapa a la designación de "álbum soul", y busca influencias en cantantes como Melissa Etheridge, e incluso con la cual siempre ha sido relacionada, Janis Joplin. No hay vientos ni coros dominantes, y el protagonismo lo toman las guitarras, acústicas y eléctricas. El 2012 lanza The Soul Sessions Vol.2, y como su nombre lo indica, es la continuación de su debut. El sonido es otra vez soul clásico, no tan oscuro como el primero, y mucho más funky. Las canciones seleccionadas son principalmente de la década de los setenta, la voz de Joss está en su plenitud, y luce su potencia en temas como "(For God's Sake) Give More Power To The People", "The Love We Had" o "The High Road". La maduración con su antecesor diez años mayor es evidente. También visita Caracas Venezuela el 22 de abril de 2016 en Un Conocido Bar Capitalino Cantando Exclusivamente para 500 Personas, Costeandose sus Pasajes Además 
Su visita, sin embargo, no fue solo para dar un concierto, sino que también contempló una colaboración con un artista local, tal como ya ha hecho en otros países y que se alinea muy bien con su costumbre de grabar con muchos músicos La artista elegida por la propia Joss fue Laura Guevara, luego de escuchar varias propuestas que les envió Marco Santos encargado de programación y producción de La Quinta Bar. En el trayecto Madrid-Caracas se aprendió la canción de Laura, “Yo sabía” (contrario a lo normal, prefirió no cantar un tema propio). 

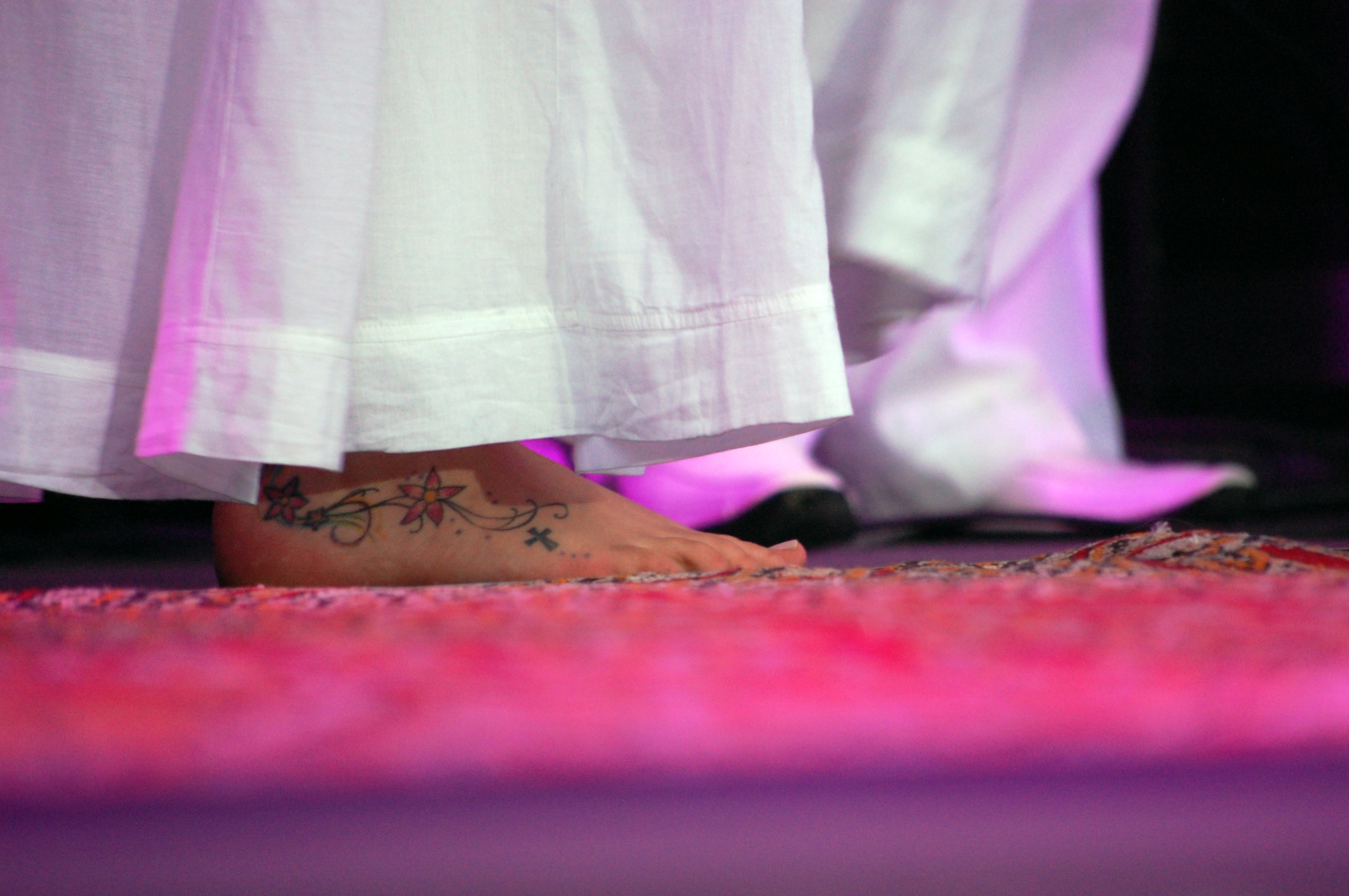
Stone en un concierto en 2009. Ella siempre se presenta descalza.

Respetada, su voz se ha ganado un importante nombre en la escena del soul contemporáneo. Su increíble capacidad vocal es reconocida desde que saltó a la fama como "niña prodigio", hasta hoy, que a pesar de su juventud, posee una habilidad digna de una cantante de mucho más experiencia. La tesitura de la voz de Stone se sitúa principalmente entre la de mezzo-soprano y la de contralto, aunque con un rango vocal versátil, que se mueve desde el C3 al A5, con una extensión de poco más de tres octavas, capaz también de alcanzar notas agudas de soprano, como una E6, con la técnica de voz de cabeza y el falsete. Es también alabada por sus presentaciones en vivo, donde su interacción con el público es muy cercana, algo observable en el DVD en directo Mind Body & Soul Sessions, grabado en 2004 en el Irving Plaza de Nueva York, el cual fue editado y lanzado el mismo año. Recordadas son sus presentaciones en los festivales Rock In Rio en Lisboa, Portugal, el 2008, y en Río de Janeiro en la versión 2011. En todas estas se presenta descalza, otro aspecto por la que es conocida. Su estilo de vestir es ligero, descrito como neo-hippie, sobre todo en los conciertos al aire libre, y lleva un característico piercing en la nariz, además de varios tatuajes.

## Discografía

### Álbumes
- 2003: The Soul Sessions
- 2004: Mind Body & Soul
- 2007: Introducing... Joss Stone
- 2009: Colour Me Free!
- 2011: LP1
- 2011: SuperHeavy - supergroup álbum
- 2013: The Soul Sessions Vol.2
- 2015: Water for Your Soul
- 2017: Project Mama Earth
- 2019: Your Remixes of Water for Your Soul
- 2022: Never Forget My Love

### Sencillos
| Año  | Título                                                   | Mejor posición en listas | Mejor posición en listas | Mejor posición en listas | Mejor posición en listas | Mejor posición en listas | Mejor posición en listas | Mejor posición en listas | Mejor posición en listas | Mejor posición en listas | Mejor posición en listas | Mejor posición en listas | Mejor posición en listas | Álbum                    |
| Año  | Título                                                   | UK                       | EUA                      | EUA R&B                  | CAN                      | AUS                      | ALE                      | ITA                      | HOL                      | AUT                      | SUI                      | IRL                      | NZ                       | Álbum                    |
| ---- | -------------------------------------------------------- | ------------------------ | ------------------------ | ------------------------ | ------------------------ | ------------------------ | ------------------------ | ------------------------ | ------------------------ | ------------------------ | ------------------------ | ------------------------ | ------------------------ | ------------------------ |
| 2004 | "Fell in Love with a Boy"                                | 18                       | —                        | —                        | —                        | —                        | —                        | 36                       | 42                       | —                        | —                        | 46                       | 23                       | The Soul Sessions        |
| 2004 | "Super Duper Love"                                       | 18                       | —                        | —                        | —                        | —                        | 78                       | —                        | —                        | —                        | —                        | —                        | —                        | The Soul Sessions        |
| 2004 | "You Had Me"                                             | 9                        | —                        | —                        | 29                       | 23                       | 77                       | 15                       | 4                        | 54                       | 40                       | 34                       | 26                       | Mind Body & Soul         |
| 2004 | "Right to Be Wrong"                                      | 29                       | —                        | —                        | —                        | —                        | —                        | 30                       | 14                       | —                        | 46                       | —                        | —                        | Mind Body & Soul         |
| 2005 | "Spoiled"                                                | 32                       | —                        | 54                       | —                        | —                        | —                        | —                        | 24                       | —                        | —                        | —                        | —                        | Mind Body & Soul         |
| 2005 | "Don't Cha Wanna Ride"                                   | 20                       | —                        | —                        | —                        | —                        | 100                      | 38                       | 24                       | —                        | 93                       | —                        | —                        | Mind Body & Soul         |
| 2007 | "Tell Me 'Bout It"                                       | 28                       | 83                       | —                        | —                        | —                        | 64                       | 12                       | 9                        | 60                       | 33                       | —                        | —                        | Introducing...Joss Stone |
| 2007 | "Tell Me What We're Gonna Do Now" (con Common)           | 84                       | —                        | 64                       | 53                       | —                        | 96                       | 55                       | 23                       | —                        | 66                       | —                        | —                        | Introducing...Joss Stone |
| 2007 | "L-O-V-E"                                                | 100                      | —                        | —                        | —                        | —                        | —                        | 69                       | —                        | —                        | 75                       | —                        | —                        | Introducing...Joss Stone |
| 2008 | "Baby Baby Baby"                                         | —                        | —                        | —                        | —                        | —                        | —                        | —                        | —                        | —                        | —                        | —                        | —                        | Introducing...Joss Stone |
| 2009 | "Free Me"                                                | —                        | —                        | —                        | —                        | —                        | —                        | 77                       | —                        | —                        | 50                       | —                        | —                        | Colour Me Free!          |
| 2010 | "Stalemate"                                              | —                        | —                        | —                        | —                        | —                        | —                        | —                        | —                        | —                        | —                        | —                        | —                        | Colour Me Free!          |
| 2011 | "Somehow"                                                | —                        | —                        | —                        | —                        | —                        | —                        | —                        | —                        | —                        | —                        | —                        | —                        | LP1                      |
| 2011 | "Karma"                                                  | —                        | —                        | —                        | —                        | —                        | —                        | —                        | —                        | —                        | —                        | —                        | —                        | LP1                      |
| 2011 | "Don't Start Lying To Me Now"                            | —                        | —                        | —                        | —                        | —                        | —                        | —                        | —                        | —                        | —                        | —                        | —                        | LP1                      |
| 2012 | "While You're Out Looking for Sugar"                     | —                        | —                        | —                        | —                        | —                        | —                        | —                        | —                        | —                        | —                        | —                        | —                        | The Soul Sessions Vol. 2 |
| 2012 | "The High Road"                                          | —                        | —                        | —                        | —                        | —                        | —                        | —                        | —                        | —                        | —                        | —                        | —                        | The Soul Sessions Vol. 2 |
| 2012 | "Pillow Talk"                                            | —                        | —                        | —                        | —                        | —                        | —                        | —                        | —                        | —                        | —                        | —                        | —                        | The Soul Sessions Vol. 2 |
| 2013 | "Teardrops"                                              | —                        | —                        | —                        | —                        | —                        | —                        | —                        | —                        | —                        | —                        | —                        | —                        | The Soul Sessions Vol. 2 |
| 2013 | "The Love We Had (Stays on My Mind)"                     | —                        | —                        | —                        | —                        | —                        | —                        | —                        | —                        | —                        | —                        | —                        | —                        | The Soul Sessions Vol. 2 |
| 2014 | "No Man's Land (Green Fields of France)" (con Jeff Beck) | 49                       | —                        | —                        | —                        | —                        | —                        | —                        | —                        | —                        | —                        | —                        | —                        |                          |

### Como artista invitada
| Año  | Título                                                         | Mejor posición en listas | Mejor posición en listas | Mejor posición en listas | Mejor posición en listas | Mejor posición en listas | Mejor posición en listas | Mejor posición en listas | Álbum                                      |
| Año  | Título                                                         | UK                       | EUA                      | ALE                      | ITA                      | HOL                      | SUI                      | NOR                      | Álbum                                      |
| ---- | -------------------------------------------------------------- | ------------------------ | ------------------------ | ------------------------ | ------------------------ | ------------------------ | ------------------------ | ------------------------ | ------------------------------------------ |
| 2004 | "Do They Know It's Christmas?" (con Band Aid 20)               | 1                        | —                        | 7                        | 1                        | 4                        | 7                        | 1                        | Single release only                        |
| 2005 | "Cry Baby"/"Piece of My Heart" (con Melissa Etheridge)         | —                        | 32                       | —                        | —                        | —                        | —                        | —                        | Sencillo sin álbum                         |
| 2005 | "Come Together Now" (con varios artistas)                      | —                        | 13                       | —                        | —                        | —                        | —                        | —                        | Hurricane Relief: Come Together Now        |
| 2006 | "Cry Baby Cry" (Santana con Sean Paul & Joss Stone)            | 71                       | —                        | 47                       | 19                       | 46                       | 29                       | —                        | All That I Am                              |
| 2007 | "Sing" (con Annie Lennox)                                      | 161                      | —                        | —                        | —                        | —                        | —                        | —                        | Songs of Mass Destruction                  |
| 2008 | "Tip of My Tongue" (Something Sally con Joss Stone)            | —                        | —                        | —                        | —                        | —                        | —                        | 18                       | Familiar Strangers                         |
| 2009 | "You're the One for Me" (Smokey Robinson con Joss Stone)       | —                        | —                        | —                        | —                        | —                        | —                        | —                        | Time Flies When You're Having Fun          |
| 2010 | "I Put a Spell on You" (Jeff Beck con Joss Stone)              | —                        | —                        | —                        | —                        | —                        | —                        | —                        | Emotion & Commotion                        |
| 2010 | "The Best Thing About Me Is You" (Ricky Martin con Joss Stone) | —                        | 74                       | —                        | —                        | —                        | —                        | —                        | Música + Alma + Sexo                       |
| 2012 | "Miracle Worker" (formando parte de SuperHeavy)                | 136                      | —                        | —                        | —                        | 25                       | 63                       | —                        | SuperHeavy                                 |
| 2012 | "Satyameva Jayathe" (formando parte de SuperHeavy)             | —                        | —                        | —                        | —                        | —                        | —                        | —                        | SuperHeavy                                 |
| 2013 | "Mrs #1" (Yes Sir Boss con Joss Stone)                         | —                        | —                        | —                        | —                        | —                        | —                        | —                        | Desperation State                          |
| 2019 | "My love goes on" (James Morrison con Joss Stone)              | 1                        | 1                        | 6                        | 1                        | 8                        | 2                        | 1                        | Stronger than you know                     |
| 2021 | "Sobrevivirás" (Ricardo Arjona con Joss Stone)                 | -                        | -                        | -                        | -                        | -                        | -                        | -                        | Covers, Demos y Otras Travesuras de Blanco |